# Iwan Gołunow
Iwan Gołunow (ros. Ива́н Валенти́нович Голуно́в, ur. 19 stycznia 1983 w Moskwie) – rosyjski dziennikarz śledczy związany z portalem meduza.io . Specjalizuje się w reportażach na temat korupcji i nielegalnych interesów.
Gołunow został zatrzymany 6 czerwca 2019 przez rosyjską policję pod zarzutem posiadania narkotyków . Został zwolniony z aresztu 11 czerwca . Jego aresztowanie wywołało falę protestów w Rosji . W ramach wyrazu solidarności z Gołunowem 10 czerwca trzy największe gazety w Rosji ukazały się z hasłem: „Jestem/Jesteśmy Iwanem Gołunowem” na okładce . 12 czerwca doszło do demonstracji solidarności z Gołunowem w Moskwie. Wzięło w niej udział 1500 osób, 400 osób w tym Aleksiej Nawalny, zostało aresztowanych . Protest w obronie dziennikarza miał miejsce również w Polsce, w Warszawie, pod ambasadą rosyjską.
Zdaniem redaktor naczelnej portalu Meduza Galiny Timchenko Gołunow został aresztowany z powodu pracy dziennikarskiej . Siedziba portalu Meduza.io znajduje się w Rydze, portal słynie z tekstów krytycznych wobec władz w Rosji .